# Torneo WTA 250 de Charleston 2021
El  MUSC Health Women's Open 2021 fue un torneo en el WTA Tour 2021. Se llevó a cabo en canchas de arcilla verde al aire libre  en Charleston. Estuvo organizado para realizarse únicamente en 2021, para compensar los torneos cancelados debido a la Pandemia de COVID-19 y tuvo lugar en el recinto Family Circle Tennis Center desde el 12 al 18 de abril.

## Cabezas de serie

### Individuales femenino
| Tenista          | Ranking | Preclasificada |
| Ons Jabeur       | 28      | 1              |
| Magda Linette    | 51      | 2              |
| Shelby Rogers    | 52      | 3              |
| Alizé Cornet     | 59      | 4              |
| Misaki Doi       | 77      | 5              |
| Ajla Tomljanović | 78      | 6              |
| Lauren Davis     | 79      | 7              |
| Madison Brengle  | 81      | 8              |

- Ranking del 5 de abril de 2021.[2]

### Dobles femenino
| Tenista                              | Ranking | Preclasificada |
| Ellen Perez Storm Sanders            | 117     | 1              |
| Kaitlyn Christian Sabrina Santamaria | 123     | 2              |
| Misaki Doi Nao Hibino                | 158     | 3              |
| Arina Rodiónova Rosalie van der Hoek | 167     | 4              |

## Campeonas

### Individual
Astra Sharma venció a  Ons Jabeur por 2-6, 7-5, 6-1 

### Dobles
Hailey Baptiste /  Caty McNally vencieron a  Ellen Perez /  Storm Sanders por 6-7(4-7), 6-4, [10-6]